# Rosalba Carriera
Rosalba Giovanna (Carriera), née le 7 octobre 1675 à Chioggia, morte à Venise le 15 avril 1757, est une peintre vénitienne du mouvement rococo qui lança la mode du pastel en France lors de son passage à Paris en 1720.
Elle a été l’une des premières miniaturistes européennes. Sa technique consistait à peindre directement aux pastels, sans dessin préalable. Elle développa aussi une technique de peinture sur ivoire qui connut également un grand succès à Venise auprès des touristes britanniques.

## Biographie
Avant 1700, elle commence à exécuter des portraits au pastel et s'affirme dans la production de miniatures.
Elle suit une formation à Venise et est membre de l'Accademia di San Luca à Rome en 1705.
Entre 1706 et 1713, elle peint de nombreux pastels pour le duc Christian Ludovic de Mecklenbourg, pour l'électeur palatin, à partir de 1706, et pour le roi Frédéric IV de Danemark, à partir de 1708. En 1709 elle se représente en train de peindre le portrait de sa sœur et collaboratrice Giovanna. Cet autoportrait se trouve à Florence, dans le corridor de Vasari reliant le palais Vecchio au palais Pitti, où est accrochée une collection d’autoportraits.
En 1720, elle entre à l'Académie de Bologne, puis au début de 1720, elle part de Venise avec sa mère, sa sœur Giovanna, et son autre sœur Angela, épouse de Pellegrini.
Elle arriva à Paris, via Lyon, vers la fin d’avril.

### À Paris
Elle est reçue à l'Académie royale de peinture le 26 octobre 1720 sur présentation d'un portrait du roi Louis XV au pastel, confirmée le 9 novembre 1720.
La Rosalba, sa mère et sa sœur Giovanna, descendirent chez Pierre Crozat, dont l’hôtel était situé rue de Richelieu. À peine installée, l’artiste, spécialiste de portraits de la noblesse européenne de son époque, fut accablée de visites, et, pour ainsi dire, persécutée par les plus grandes dames et par les principaux seigneurs de la cour : tous voulaient leurs portraits de sa main. Elle fit ceux du jeune roi Louis XV, du Régent, de Mmes de Parabère et de Prie ; de Law, de sa femme et de sa fille, des princesses de Conti, de la duchesse de Clermont, et de beaucoup d’autres.
La Rosalba n’eut pas un moment de répit pendant tout le temps de son séjour, et fit un grand nombre de mécontents et de jalouses, qu’elle ne put satisfaire. Toutes les beautés en vogue de la Régence, toutes les grandes dames, toutes les bourgeoises de qualité, voulaient leur portrait peint au pastel par Rosalba Carriera. L’artiste était assiégée du matin au soir par une foule de demandes qu’elle était contrainte de refuser. Les femmes de la plus haute naissance et les plus exigeantes venaient poser chez elle dès six heures du matin. Elle était obligée, faute de temps, de refuser les instances de ses plus intimes amis. Le comte de Caylus, jeune alors et très grand admirateur du beau sexe, qui voulait avoir le portrait d’une des plus belles femmes de Paris, ne put l’obtenir ; Rosalba Carriera ne pouvant trouver un moment pour le faire pendant le temps fixé pour son séjour à Paris.
Dérangée à chaque instant par les plus grands seigneurs, qui, tout en l’honorant de leurs visites, la détournaient de son travail, Rosalba Carriera raconte, en termes très laconiques et sans paraître vouloir s’en faire honneur, que le 25 novembre 1720, le Régent vint à l’improviste chez elle, et qu’il y resta plus d’une demi-heure pour la voir peindre au pastel, probablement le portrait de Mme de Parabère. Les artistes français alors en vogue ne voyaient peut-être pas sans une certaine jalousie les succès de Rosalba Carriera et l’admiration que ses œuvres suscitaient dans les plus hautes régions de la cour et de la société. Toutefois, ils ne laissèrent paraître contre elle aucun sentiment d’hostilité. Antoine Coypel, Nicolas Vleughels, François de Troy, le grand portraitiste Hyacinthe Rigaud, le pastelliste Vivien, Charles de La Fosse, Largillière, Watteau, Lemoine, le sculpteur Falconet, le graveur Gérard Edelinck, recherchèrent sa société et furent admis, chez Crozat, dans son intimité. Le journal de la Vénitienne est rempli de leurs visites. Ils firent plus : sur la proposition de Coypel, Rosalba Carriera fut reçue à l’Académie royale, le 26 octobre 1720. Rigaud lui fit cadeau du recueil de ses portraits gravés par Pierre Brevet jusqu’au no 39, et il lui en envoya la suite à Venise. La Rosalba ne voulut pas se montrer moins généreuse : quelque temps après son retour dans sa patrie, elle fit passer à Mariette deux pastels, parmi lesquels Rigaud devait choisir celui qu’il préférerait.

### Retour en Italie

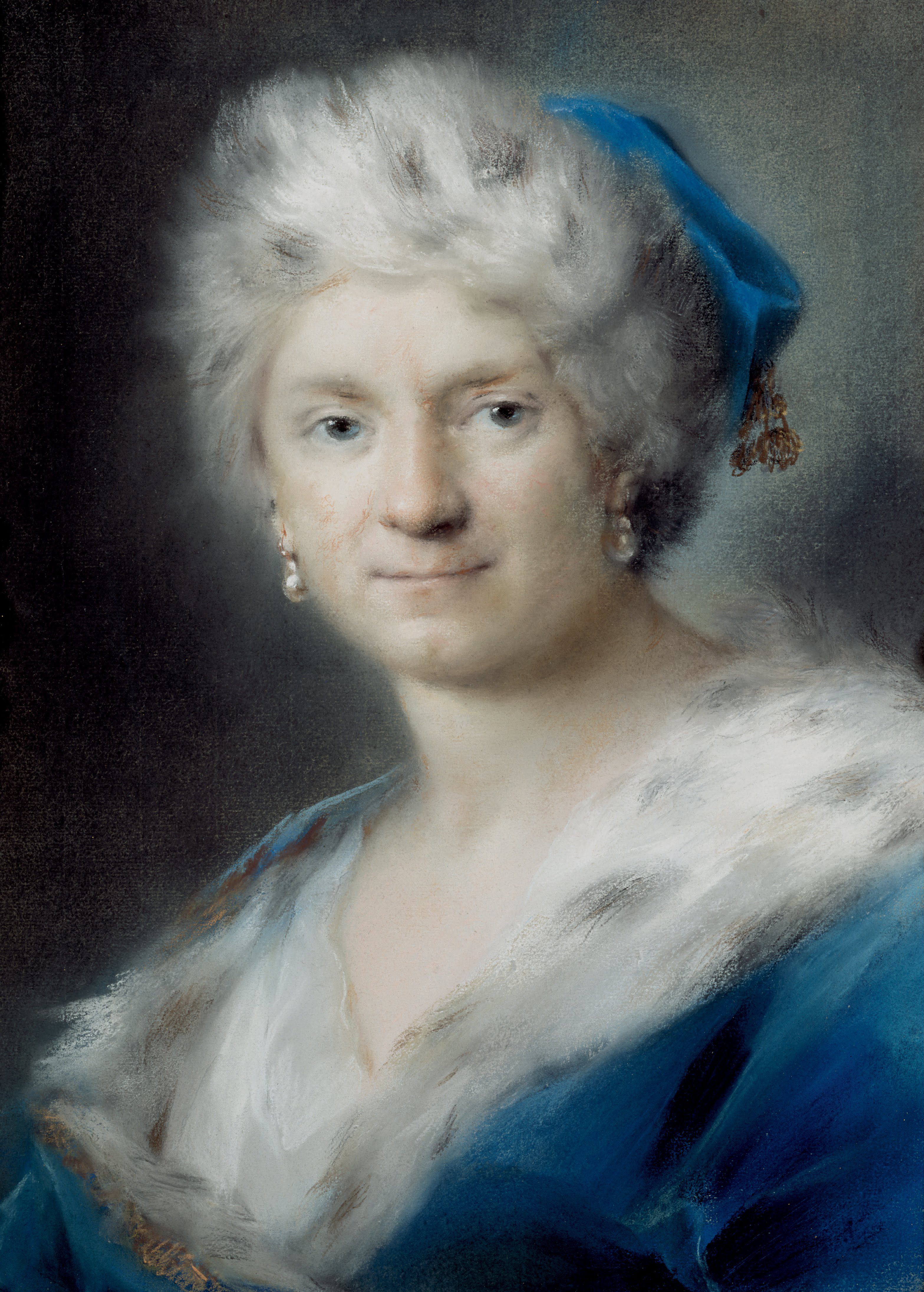
Autoportrait, L'« Hiver », 1730-1731
Gemäldegalerie Alte Meister.

Ses dons séduisent l'Europe entière, de Venise - où vivent la majorité de ses mécènes - à Paris, de Dresde à Londres.
Elle envoie de Venise le morceau de réception à l'Académie de France qu'elle vient d'achever, la Nymphe, conservée au musée du Louvre avec une lettre pour Antoine Coypel datée du 10 octobre 1721 : « Une nymphe de la suite d'Apollon qui va faire présent de sa part à l'académie de Paris d'une couronne de lauriers, la jugeant la seule digne de la porter et de présider à toutes les autres ».
L'été 1723, elle se rend à Modène, appelée par la famille d'Este, où elle peint les portraits des trois filles du duc Rinaldo.
En 1728 elle est l'hôte des comtes Lanthieri de Gorizia et en 1730 elle se rend à la cour de Vienne.
Son activité diminue à partir de 1747, quand elle commence à être atteinte de cécité.

## Œuvre
Elle commence sa carrière à la fin du XVIIe siècle grâce à la mode du tabac dont Sganarelle fait l'éloge au début de Dom Juan de Molière : elle décore des tabatières de sujets galants.
Elle développe ensuite une activité de miniaturiste, admirée dès 1698.
Mais sa véritable notoriété naît des portraits au pastel auxquels elle se consacre exclusivement à partir de 1708 et dont elle lance la mode en France à la suite de son séjour à Paris.
Son journal renseigne sur sa carrière professionnelle. Ses pastels, précédés de croquis à la plume ou à la pierre, sont très largement connus ainsi que ses miniatures. Le fait que seuls une douzaine de dessins préparatoires survivent suggère qu'elle ou ses héritiers pensaient que ces études ne rendaient pas justice à son art. Mais les quelques rescapés montrent que, tels les Vénitiens de sa génération, Rosalba Carriera utilise la technique du dessin pour développer et affûter ses idées.
Les œuvres des années 1720-1730, constituées en grande partie de portraits en buste représentés de trois-quarts, dénotent une plus grande recherche d'introspection.
- Jeune fille tenant un singe, 1720, pastel sur papier bleu, 62 × 48 cm, musée du Louvre, Paris[5]
- Mademoiselle de Clermont, 1720, pastel sur toile, 55 × 42 cm, Chantilly, musée Condé[6]
- Portrait présumé de la gouvernante de Crozat, 1720, pastel sur papier brun, 32 × 25 cm, musée du Louvre, Paris[7]
- Le Printemps, 1720/1721, pastel, 53 × 42 cm, musée des beaux-arts de Dijon[8]
- Henriette Anne-Sophie de Modène, 1723, pastel sur carton, 59 × 46 cm, musée des Offices, Florence. Exécuté lors du séjour de l'artiste à Modène à la demande de Renaud d'Este, père des trois princesses[3]
- Jeune fille tenant une couronne de laurier, nymphe de la suite d'Apollon, 1720, Pastel sur papier, 62,9 × 56,3 cm[9], Louvre
- Jeune Femme tenant des fleurs - Allégorie du printemps, vers 1730-1740, pastel sur papier marouflé sur toile, 61,5 × 49 cm, musée du Louvre[10]
- Louis XV en dauphin, vers 1720/21, pastel sur papier, , 50 × 38 cm, Dresde, Gemäldegalerie[11]. Description et présentation de la cravate en dentelle à l'aiguille au point de France [12].
- Portrait de petite fille au biscuit, 1725, pastel sur papier, 34 × 27 cm, Gallerie dell'Accademia de Venise. Pendant du Portrait d'enfant[13].
- Madone en prière, 1725-1730, pastel sur papier, 58 × 48 cm, Ca' Rezzonico, Venise[14]
- Portrait d'enfant, 1726-1727, pastel sur papier, 34 × 27 cm, Gallerie dell'Accademia de Venise[15]
- Portrait d'un jeune noble, vers 1727, pastel sur papier, 58 × 47 cm, Gallerie dell'Accademia de Venise[16]
- Portrait du consul de France Le Blond, 1727, pastel sur carton, 57 × 45 cm, Gallerie dell'Accademia de Venise[17]
- Jeune fille à la colombe, 1728, pastel, 53 × 42 cm, musée des beaux-arts de Dijon[18]
- Cardinal Melchior de Polignac, vers 1732, pastel sur papier, 57 × 46 cm, Gallerie dell'Accademia de Venise[19]
- Portrait d'une vieille dame, vers 1735, pastel sur carton, 50 × 40 cm, Gallerie dell'Accademia de Venise[20]
- Portrait de Giambattista Sartori, 1740, pastel, Ca' Rezzonico, Venise[21]
- Portrait d'une dame en costume turc, 1728-1741, pastel sur carton, 70 × 55 cm, musée des Offices, Florence. Probablement Felicita Sartori, son élève préférée[3]. Copie de celui de Genève ?
- Portrait de Felicita Sartori en costume turc, avant 1740, pastel sur papier, 64 × 52 cm, musée d'art et d'histoire de Genève (dépôt de la Fondation Jean-Louis Prevost)[22]
- Autoportrait, vers 1745, , pastel sur carton, 31 × 25 cm, Gallerie dell'Accademia de Venise[23]

Dates non documentées
- Portrait d'une jeune femme, pastel sur papier, 55 × 41 cm, Gallerie dell'Accademia de Venise[24]
- Flore, pastel sur carton, 48 × 33 cm, musée des Offices, Florence[3]
- L'Amour présidant le concert d'une flûte et d'un clavecin, Ivoire, 10 × 10 cm, musée du Louvre[25]
- Portrait de jeune femme à la coiffure piquée d'un bouquet blanc, Pastel, papier (gris-bleu), toile, 58 × 44 cm, musée du Louvre[26]
- L'hiver, pastel, papier (gris), 24 × 19 cm, musée de l'Ermitage[27]
- L'été et l'automne pastels, 43 × 35 cm, Fondation Bemberg, Toulouse[28]
- L'Afrique, pastel, 34 × 28 cm, Gemäldegalerie Alte Meister, Dresde[29]

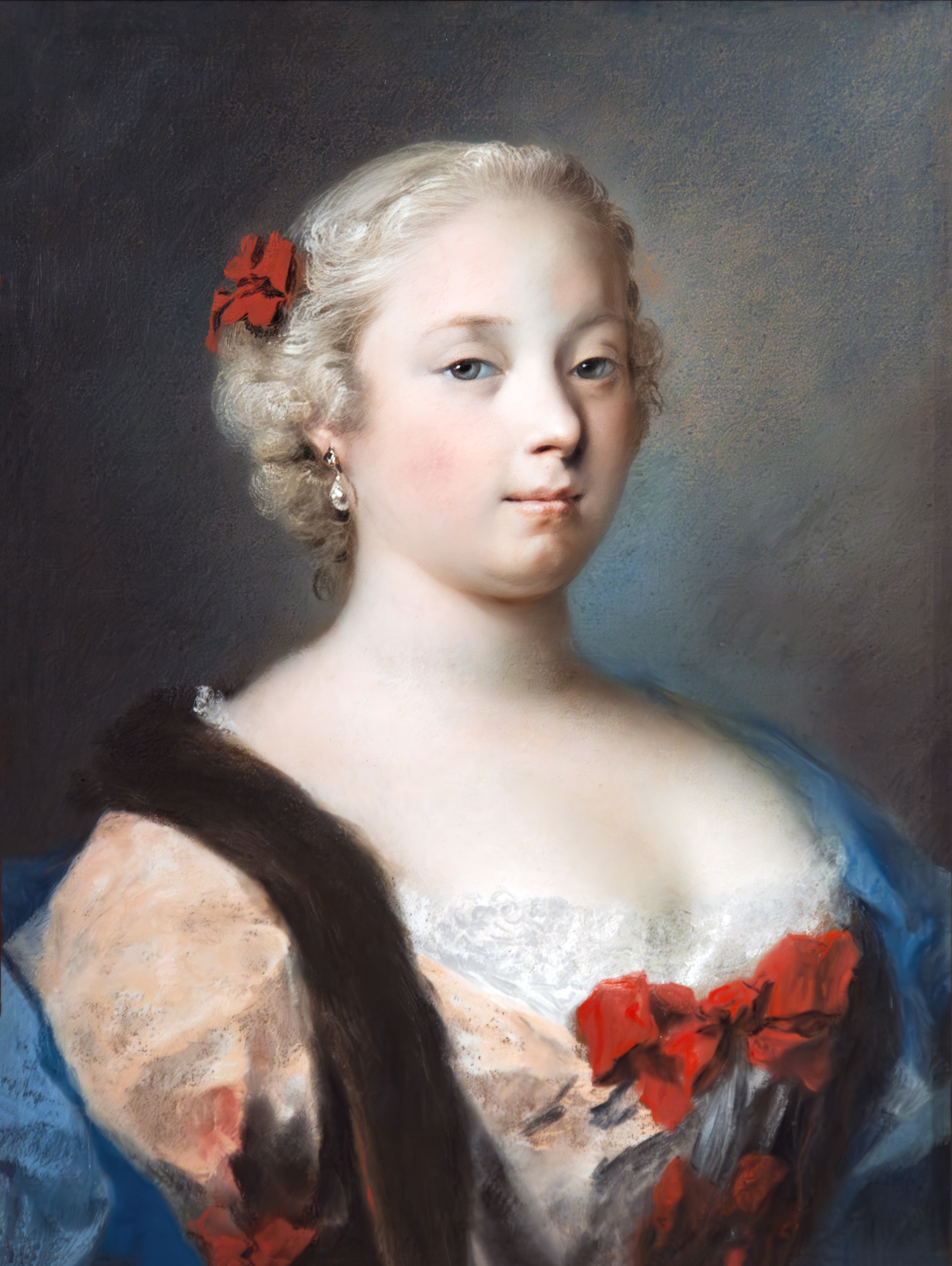
Portrait d'une jeune fille, Gallerie dell'Accademia de Venise.
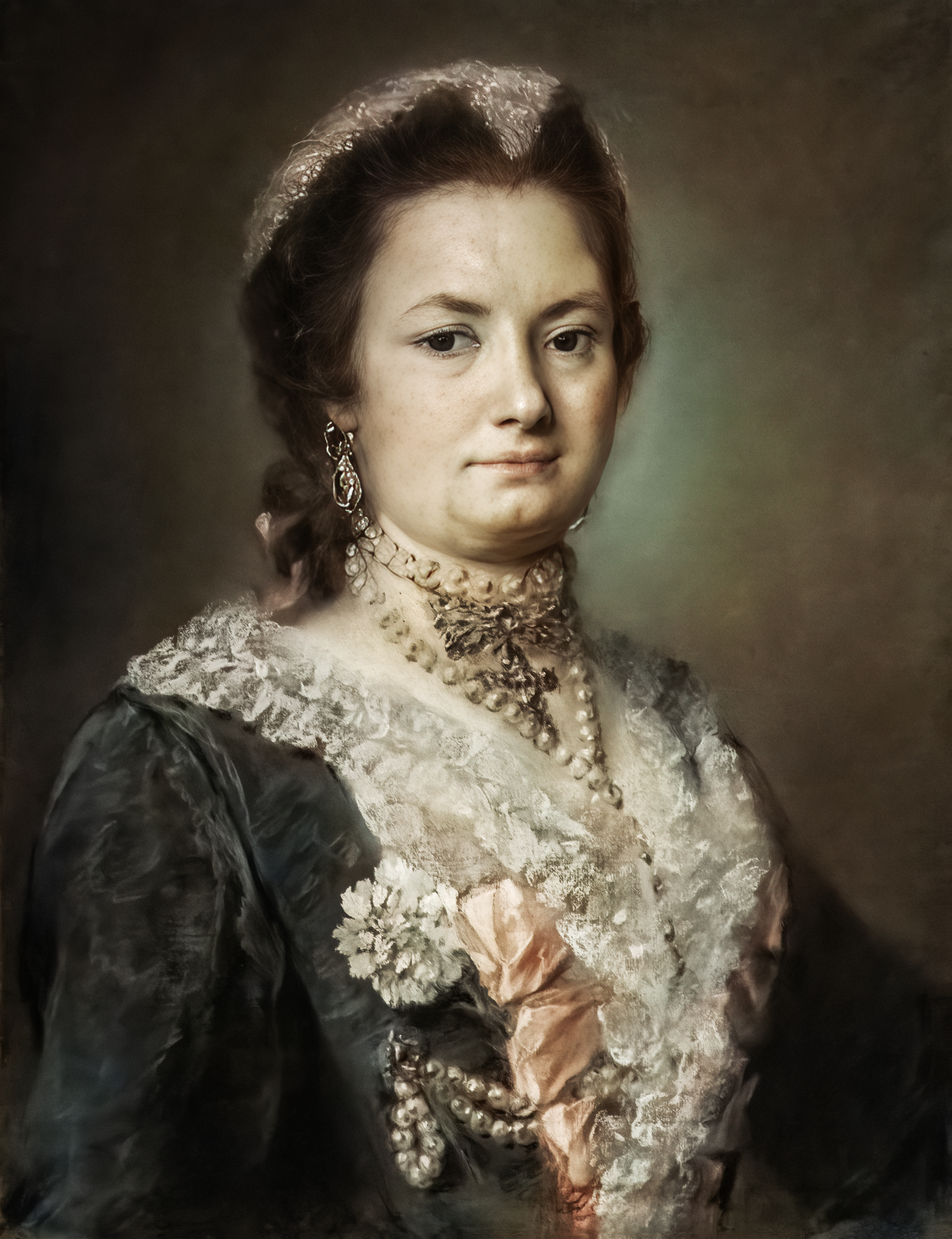
Portrait de Dame (1720-1721) - Museo civico di Santa Caterina à Trévise.
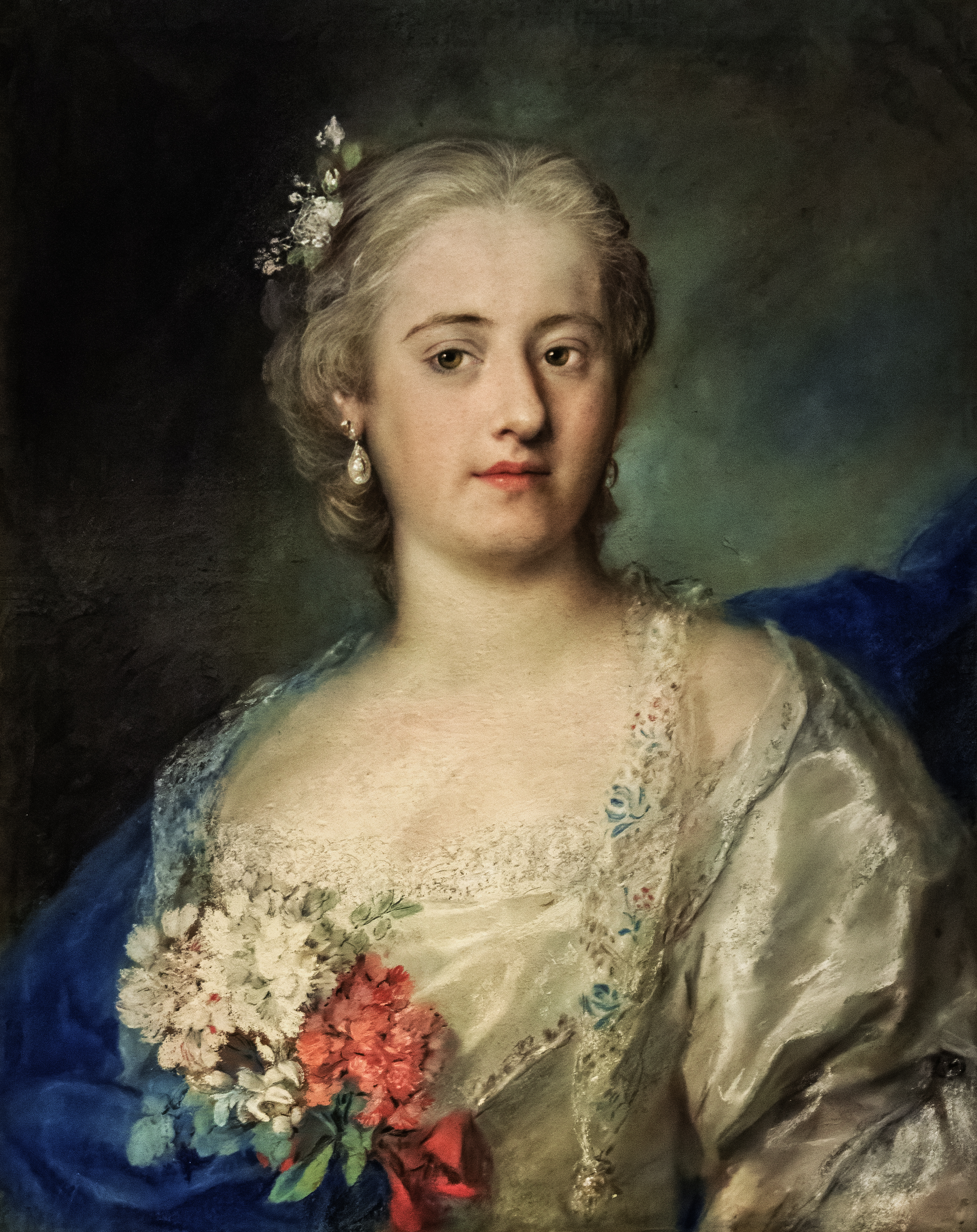
Portrait de jeune Dame (1720-1721) - Museo civico di Santa Caterina à Trévise.
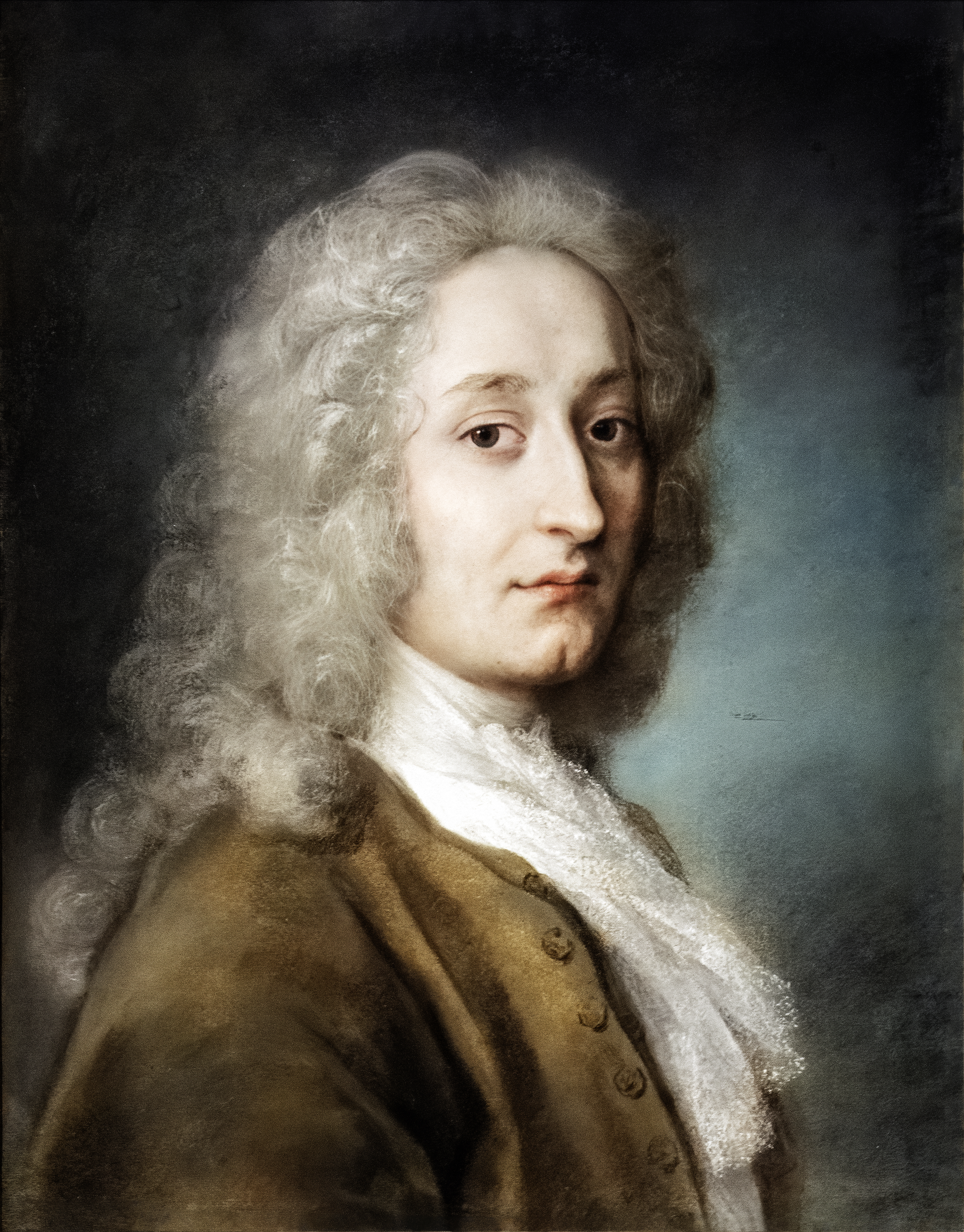
Antoine Watteau (v. 1721)- Museo civico di Santa Caterina à Trévise.
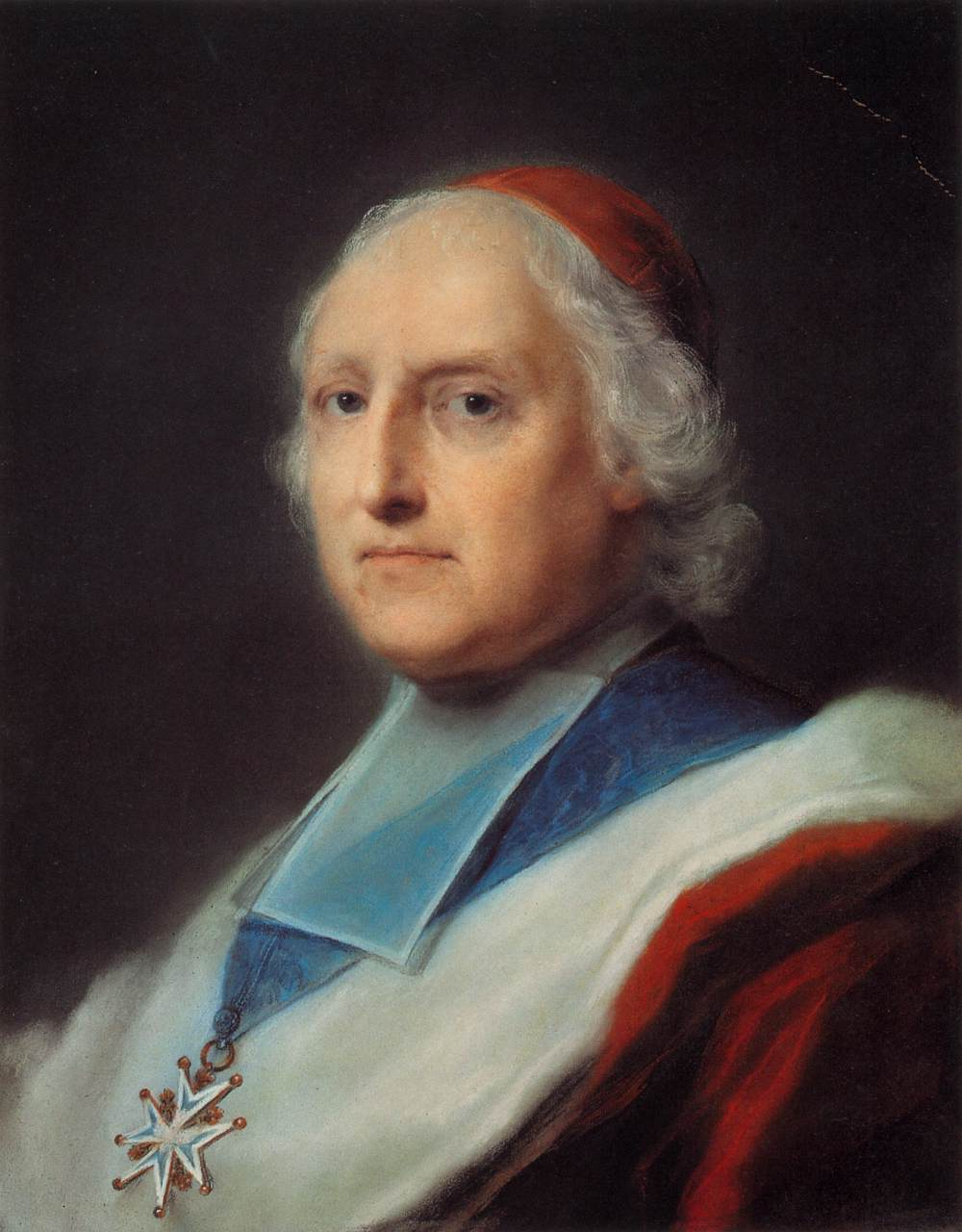
Melchior de Polignac, v. 1732, Gallerie dell'Accademia de Venise.
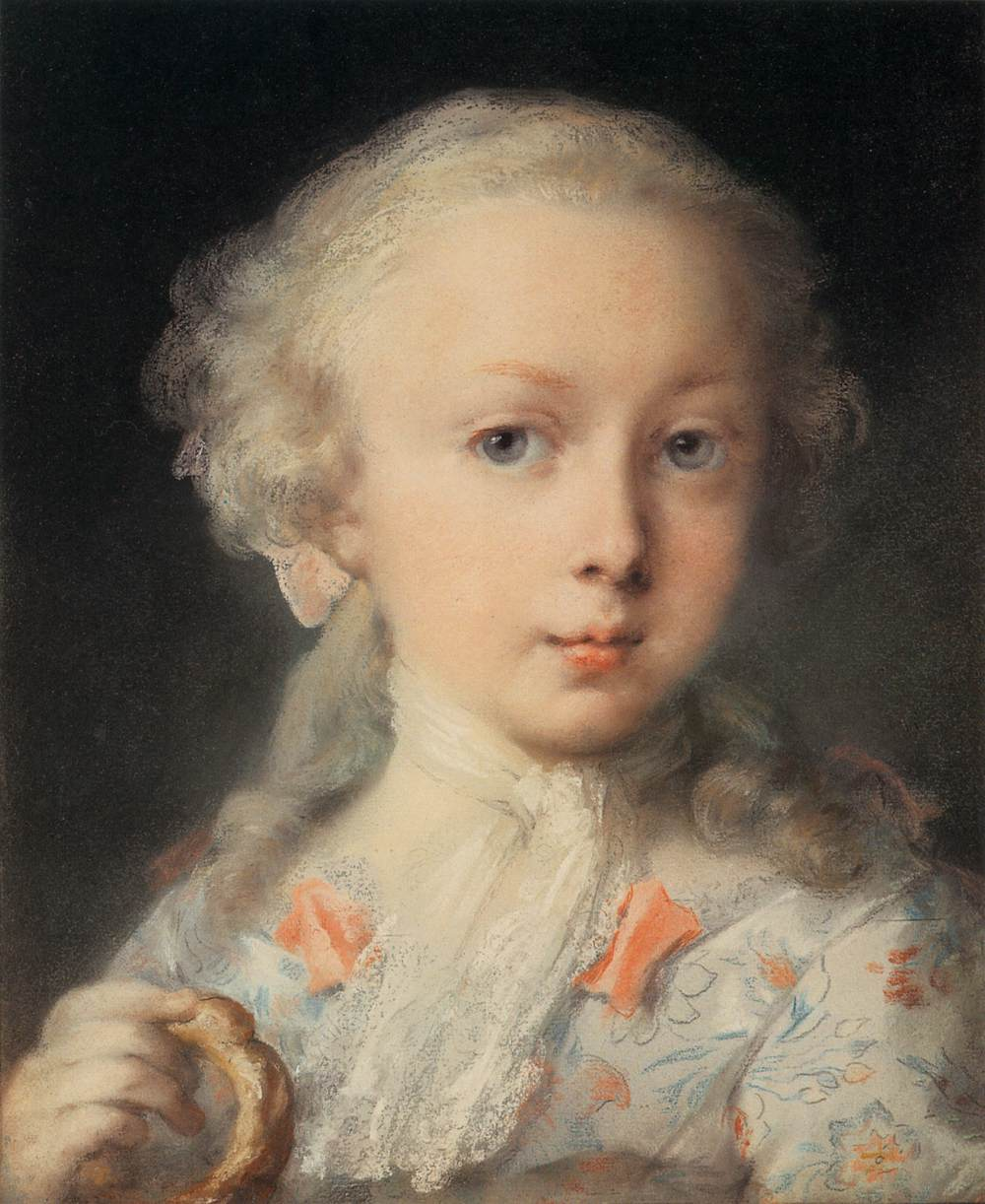
Petite fille au biscuit, 1725, Gallerie dell'Accademia de Venise.
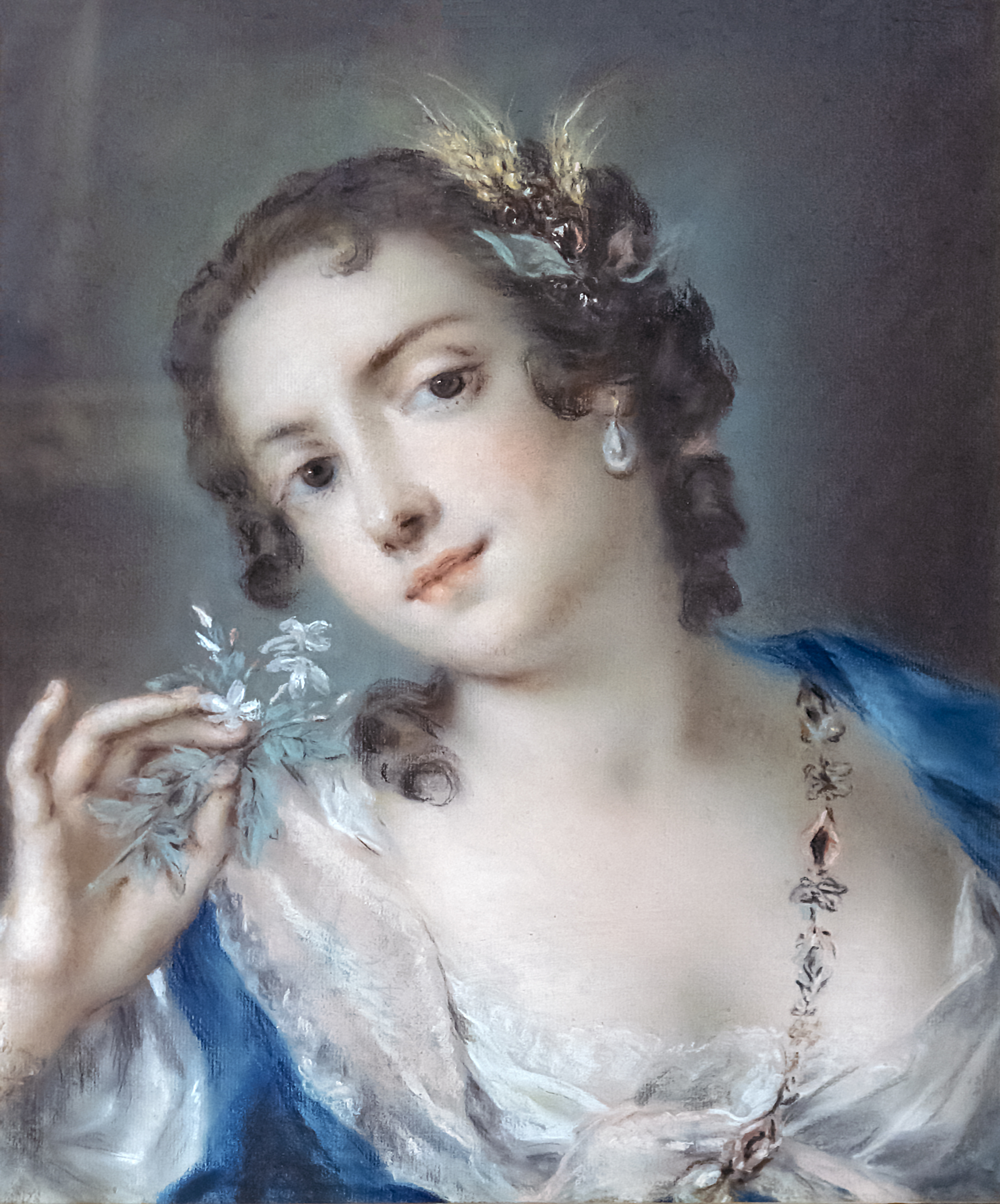
L'été, Fondation Bemberg, Toulouse.